# Bezedná lednice
Bezedná lednice (slovensky Bezodná ľadnica) je 68 metrů hluboká propast na Silické planině ve Slovenském krasu. Propast leží 1,2 kilometru jižně od obce Silická Brezová, nedaleko cesty do Kečova, na jihozápadním hustě lesnatém svahu Dlhého brala v nadmořské výšce 455 metrů. Jedná se o puklinovo-řítivou propast. Je součástí jeskynního systému, kterým teče podzemní potok z jeskyně Milada. Tento potok pak vyvěrá na povrch v Kečovské vyvěračce.